# James W. Nesmith
James W. Nesmith (Új-Brunswick, 1820. július 23. – Rickreall, 1885. június 17.) az Amerikai Egyesült Államok szenátora (Oregon, 1861–1867).